# Nagybukóc
Nagybukóc (1899-ig Sáros-Bukócz, szlovákul: Veľké Bukovce) Bukóc község része, 1964 előtt önálló falu Szlovákiában, az Eperjesi kerület Sztropkói járásában.

## Fekvése
Sztropkótól 10 km-re északkeletre fekszik. Bukócnak a Hocsai-pataktól északra eső részét képezi.

## Története
Nagybukóc 1570-ben I. Miksa császár adománylevelében a sárospataki királyi vár tartozéka. 1600-ban 11 lakóházat számláltak a faluban. 1652-ben „Bukocz” néven a makovicai uradalom része. A 18. században a Keglevich család birtoka. 1742-ben határában bazilita kolostort alapítottak, melyet 1782-ben a görögkatolikus káptalan tulajdonába adtak. Lakói mezőgazdasággal, állattartással, szénégetéssel foglalkoztak.
A 18. század végén Vályi András így ír róla: „BUKÓCZ. Bukovetz. Tót falu Sáros Vármegyében, földes Ura Gróf Szirmay Uraság, lakosai katolikusok, fekszik a’ Makovitzai Uradalomban, közép termékenységű határja van, legelője elég, fája, és piatzozása nem igen alkalmatos, második Osztálybéli.”
1828-ban 68 házában 478 római katolikus és 25 zsidó lakosa volt.
Fényes Elek 1851-ben kiadott geográfiai szótárában így ír a faluról: „Bukócz, orosz falu, Sáros vármegyében, a makoviczi uradalomban, Zemplén vgye szélén, egy patak mellett, melly kétfelé osztja úgy, hogy egyik része Zemplénhez, másik része Sároshoz tartozik. Van 478 g. kath., 28 zsidó lakosa, g. kath. plébániája, s egy basiliták monostora. Ut. p. Komarnik.”
Borovszky Samu monográfiasorozatának Zemplén vármegyét tárgyaló része szerint: „Nagybukócz, azelőtt Sárosbukócz, Sáros vármegye határán fekvő ruthén kisközség, melynek a patakon túl eső része azelőtt Sároshoz tartozott. Hajdan a sztropkói uradalom tartozéka volt s azután a Szirmay, majd a gróf Barkóczy családoké lett. Most nincs nagyobb birtokosa. Gör. kath. temploma 1891-ben épült. Ide tartozik a bukócz-hegyi szent-bazil-rendű monostor, melynek alapítási ideje ismeretlen. A hagyomány szerint itt csodatevő gyógyforrás volt, melynek vizétől számos vak visszanyerte látását. Ezek s a kik vak betegeket kísérték, elhatározták, hogy itt kápolnát emelnek, a mi a bukócziak segítségével sikerült is nekik. Egy odavetődött Arzén nevű remete vette gondozásába a kápolnát. Halála után Galicziából került ide Jaszelszky Irén bazilita atya, a ki gróf Szirmay Tamás bukóczi földesúr segítségével, 1742-ben a mostani templomot és a monostort építeni kezdte. Gróf Szirmay a bazil-rendűeknek ajándékozta a monostor körül elterülő 80 holdnyi földjét. Mivel azonban Jaszelszky nem akart a magyarországi rend kötelékébe lépni, sőt az eperjesi püspök fenhatóságát sem akarta elismerni, karhatalommal távolították el az akkor még befejezetlen monostorból, melyet azután a munkácsi anyamonostorból kiküldött rendtagok 1796-ban befejeztek. 1820-ban a monostor az eperjesi püspökséghez osztatott be s mostani házfőnöke Gojdics Antal. A monostorban egy XVII. századbeli kelyhet őriznek. Erdélyi zománcz-munka, aranyból és ezüstből készült. Talpa felső részén P. W. Z. betűk olvashatók. A községben 36 ház van és gör. kath. vallású lakosainak száma 248. Postája és távírója Sztropkó, vasúti állomása pedig Mezőlaborcz.”
1910-ben 264, túlnyomórészt ruszin lakosa volt. 1920 előtt Zemplén vármegye Sztropkói járásához tartozott.
Kis- és Nagybukócot 1964-ben Bukóc (Bukovce) néven egyesítették.

## Nevezetességei
- Nagy Szent Bazil tiszteletére szentelt temploma és kolostora a 347 m magas Bukova-dombon állt. A helyén ma a Szent Kereszt Felmagasztalása tiszteletére szentelt, 1796-ban épített templom található.

## Lásd még
- Bukóc
- Kisbukóc